# Franciszek Maria Greco
Franciszek Maria Greco, właśc. Francesco Maria Greco (ur. 25 lipca 1857 w Acri, zm. 13 stycznia 1931 tamże) – włoski duchowny katolicki, błogosławiony Kościoła katolickiego. 

## Życiorys
Francesco Maria Greco był drugim z pięciorga dzieci swoich rodziców. Początkowo jego ojciec miał nadzieję, że on przejmie po nim aptekę. Jednak Franciszek zdecydował i wstąpił do seminarium, a potem otrzymał święcenia kapłańskie. W 1881 skończył studia teologiczne w Neapolu, a w 1887 został mianowany proboszczem parafii św. Mikołaja. W 1889 założył Zgromadzenie Małych Pracowników Najświętszego Serca Pana Jezusa. Zmarł 13 stycznia 1931 roku w opinii świętości.
8 listopada 2002 roku rozpoczął się jego proces beatyfikacyjny. 21 stycznia 2016 papież Franciszek podpisał dekret o cudzie dokonanym za wstawiennictwem Francesco Marii Greco. Jego beatyfikacja odbyła się 21 maja 2016, a uroczystościom w imieniu papieża Franciszka przewodniczył kardynał Angelo Amato.
Jego wspomnienie liturgiczne obchodzone jest 13 stycznia (dies natalis).